# 俄羅斯直升機公司
JSC俄羅斯直升機公司（俄語：Вертолеты России Vertolety Rossii）是一家直升機設計和製造公司，總部位於俄羅斯莫斯科。該公司設計和製造民用和軍用的直升機，主要股東是俄羅斯國家技術集團。按2012年國防收入計算，它是全球第24大國防承包商，也是俄羅斯第二大國防承包商，僅次於金剛石-安泰。2022年，俄羅斯直升機公司的各型直升机产量是296架。

## 工廠
俄羅斯直升機集团（Вертолеты России）下属5个维修工厂和7个地区生产中心
- 乌兰乌德航空工厂（Улан-Удэнский авиационный завод）：负责生产俄罗斯自用的Mi-8/Mi-17系列及外销型号，目前是集团旗下最大的军用直升机工厂。
- 阿尔谢尼耶夫“进步”航空制造中心（Арсеньевская авиационная компания «Прогресс» им. Н.И.Сазыкина）：负责生产Ka-52系列武装直升机
- 羅斯托夫直升機製造廠：负责生产Mi-26、Mi-24 / Mi-35、Mi-28H“夜空猎手”等直升机
- 喀山直升機廠

## 參閱
- 奧古斯塔偉士蘭
- 空中巴士直升機公司
- 貝爾直升機德事隆
- 波音旋翼機系統
- 麥道直升機公司
- 塞考斯基飛機公司

## 外部連結
- Russian Helicopters （页面存档备份，存于）

template:Russian Helicopters